# Rio Ruhr
O rio Ruhr na região de Witten.
O Ruhr é um rio da Alemanha com cerca de 217 km de comprimento. Nasce em Winterberg e desagua como afluente da margem direita do rio Reno, em Duisburg. Dá nome à importante região industrial alemã, a Região do Ruhr. Em seu vale encontram-se grandes jazidas de carvão mineral e ferro, fontes de matérias primas para as indústrias de base e para a economia desse país (indústria tradicional e de tecnologia).

## Percurso
O Ruhr tem um curso de sentido leste - oeste. Nasce na região montanhosa do Sauerland, na Renânia do Norte-Vestfália (Nordrhein-Westphalen), a uma altitude de 670 m. Depois de percorrer mais de 100 km através do Sauerland, recebe o seu afluente principal, o Lenne, ao sul da cidade de Dortmund. Forma o limite meridional da região industrial do Ruhr, densamente povoada (é a 42º maior megalópole do mundo, com mais de 6 milhões de habitantes).

### Navegabilidade
O Ruhr é navegável em 41 km, desde Mülheim an der Ruhr até Essen-Rellinghausen.

### Bacia
A bacia hidrográfica do Ruhr tem 4485 km2.